# Blog del Narco
Blog del Narco — це вебсайт громадянської журналістики, який документує події мексиканської нарковійни, більшість з яких не повідомляв уряд Мексики чи мексиканські ЗМІ.

## Історія
Вебсайт був створений у 2010 році анонімним користувачем, як спосіб повідомити про насильство. Як пояснив автор Blog del Narco влада вдавала вигляд, що «нічого не відбувається», ЗМІ були «залякані», а «уряд, очевидно, був куплений».
У перші дні створення Blog del Narco, мексиканці надсилали їм лише невелику кількість повідомлень, але з часом сайт завоював довіру, а новин про нарковійни стало більше. Спочатку автор витрачав на роботу над сайтом чотири години на день. Однак, після популярності сайту, було запрошено ще одну людину до редакції, яка також була анонімною. На сайті транслюється контент без цензури та монтажу.
У травні 2013 року з'ясувалося, що одним з авторів блогу була жінка 20 років, яка носила псевдонім «Люсі». Згодом вона втекла з Мексики до США, а потім до Іспанії.

## Редакція
Деякі відео, опубліковані на сайті, демонструють випадки вбивств і тортур.
У Мексиці багатьом журналістам погрожують та переслідують через статті та історії про індустрію торгівлі наркотиками, тому анонімні блоги, такі як Blog del Narco, взяли на себе роль інформаційних джерел про події, пов'язані з нарковійною. Автор використовує методи комп'ютерної безпеки, щоб приховати свою особу. Його ім'я досі залишається невідомим.
Засновник Blog del Narco під час інтерв'ю Associated Press використовував зашифрований номер телефону. Автор блогу сказав, що він робить послугу, публікуючи делікатні подробиці мексиканської нарковійни, які журналісти в Мексиці не наважуються публікувати через страх помсти. За словами блогера, «за ті мізерні подробиці, які вони (ЗМІ) показують по телебаченню, в них кидають гранати та викрадають їхніх журналістів. Ми все публікуємо. Уявіть, що вони можуть з нами зробити».
До 2011 року сайт став одним із найбільш відвідуваних сайтів у Мексиці. Представники поліції та наркокартелів вважаються активною аудиторією блогу.

## Сприйняття
MSNBC описав Blog del Narco як «мексиканський сайт з інформацією про нарковійну в країні».
The Guardian і Los Angeles Times відзначили, що Blog del Narco є відповіддю на мексиканську «наркоцензуру», термін, який використовується, коли репортери та редактори мексиканської нарковійни через страх чи обережність змушені писати те, що вимагають наркобарони, або мовчати, не пишучи взагалі нічого. Якщо вони не виконають вимоги наркокартелів, журналістів можуть викрасти, залякати або навіть убити.
Спенсер Акерман з Wired сказав: «Навіть якщо ви не читаєте іспанською (як я), зображення в блозі Del Narco розповідають жахливу історію. Старих, заможних чоловіків тримають у заручниках і принижують. Воєнізовані поліцейські в лижних масках беруть хлопців під варту. Люди ходять вулицями в бронежилетах, з автоматичною зброєю, а навколо трупи, і розстріляні машини».
Джо Такман з Dawn сказав, що вміст сайту є «каталогом жахів, яких немає у національній пресі, яка все ще висвітлює насильство у відносно безпечній штаб-квартирі в столиці».
Дункан Робінсон з New Statesman пише: «Сказати, що висвітлення блогу є нередагованим, — це нічого не сказати. Це необроблені, чисті та нецензуровані новини. Там, де редактор новин відрізав би, Blog del Narco залишає кадри, які безсумнівно показують насильство».